# Divina Pastora (Barquisimeto)
La Divina Pastora di Barquisimeto è una statua della Madonna e una delle icone religiose più importanti del Venezuela. L'immagine originale risale al 1735. È la patrona di Barquisimeto, la capitale dello stato di Lara, ed è una delle rappresentazioni di Maria più amate e seguite di quella zona del paese. Ogni 14 gennaio si celebra un'affollata processione, con la quale l'immagine viene portata in Barquisimeto dalla Basilica di Santa Rosa alla Cattedrale di Nostra Signora del Carmine.

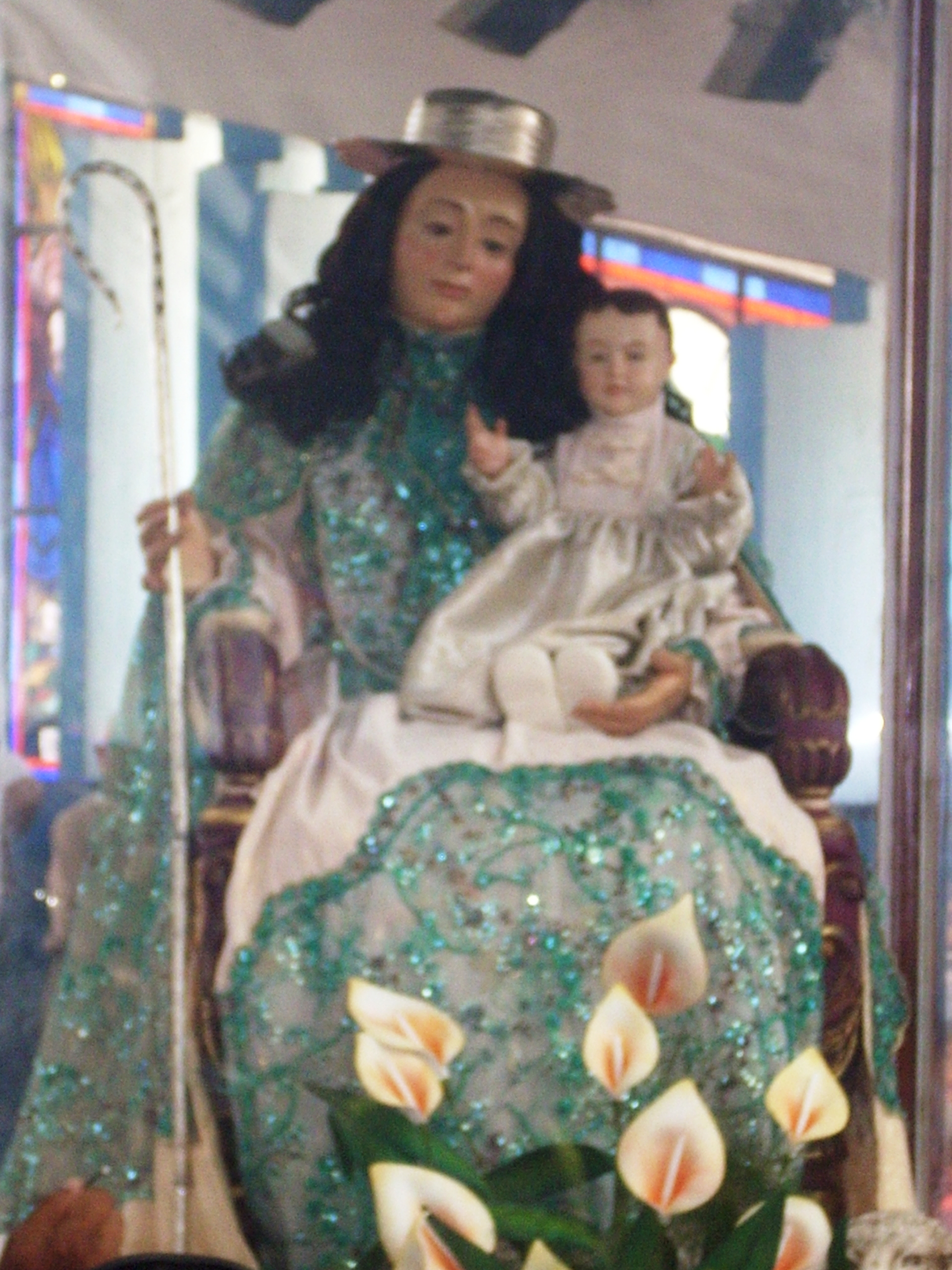
Immagine della Divina Pastora

## Storia
Storicamente questa devozione proviene da Siviglia, in Spagna. Un curato dell'Ordine dei frati minori cappuccini di nome Isidoro di Siviglia, avrebbe visto in sogno l'immagine della Divina Pastora. Alcuni giorni dopo fornì all'artista Alonso Miguel de Tovar una descrizione dettagliata della visione, affinché ne realizzasse un quadro. L'immagine della Madonna con cappello pastorale, coperta da un manto azzurro, che sostiene con la mano sinistra Gesù bambino e appoggia la destra su un agnello, fu chiamata Divina Pastora de las Almas.
Anni più tardi lo scultore Francisco Ruiz Gijón scolpì l'immagine della Divina Pastora. Nell'anno 1705 l'immagine fu portata per la prima volta in processione in Spagna.
La storia della Divina Pastora in Venezuela risale all'anno 1736, data in cui il parroco di Santa Rosa commissionò a uno scultore una statua dell'Immacolata Concezione. Senza che si capisse il perché, l'effigie che arrivò al paese fu quella della Divina Pastora e benché il sacerdote volesse restituirla, non si riuscì a spostarla. Il paese intero dedusse che questo strano fatto indicava che la statua doveva rimanere a Santa Rosa.

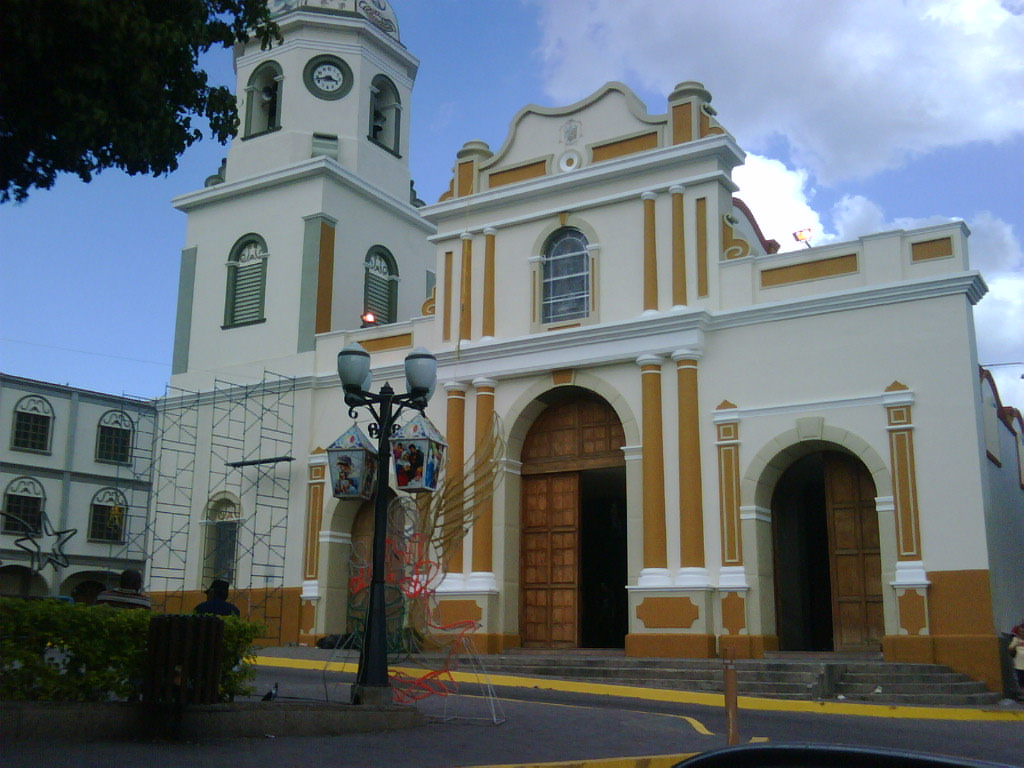
La Basilica di Santa Rosa a Barquisimeto.

Oltre a questa curiosa storia, nel XIX secolo successe un altro fatto straordinario. Nel 1855 un'epidemia di colera colpì il Venezuela. Una gran quantità di famiglie di Barquisimeto soffrì gravi conseguenze e implorarono l'aiuto celeste rivolgendosi a questa immagine religiosa. Si racconta che il sacerdote José Macario Yépez, parroco della barquisimetana chiesa della Concezione, si offrì davanti alla Vergine per essere l'ultima vittima della malattia.
Secondo la tradizione, sei mesi dopo l'offerta il sacerdote morì e l'epidemia abbandonò la città; altre fonti riferiscono che lo stesso giorno della richiesta cessò l'epidemia.

## Processione
Il 14 gennaio di ogni anno, si realizza nello stato di Lara una processione dell'immagine della Divina Pastorella, durante la quale i fedeli trasportano la statua dalla sua chiesa nel paese di Santa Rosa fino alla cattedrale metropolitana di Barquisimeto e, al ritorno, visitano 44 chiese delle differenti parrocchie dello stato. È la seconda processione religiosa più importante dell'America Latina.
Questa celebrazione costituisce una delle manifestazioni religiose più importanti del Venezuela ed è una delle manifestazioni più seguite nel paese.

## Eventi straordinari

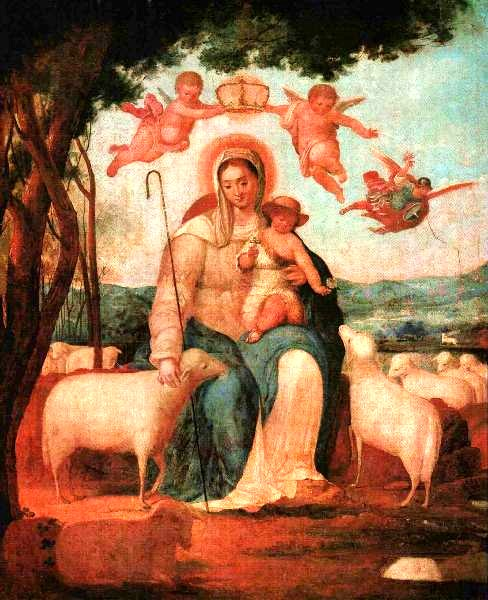
La Divina Pastora, olio su tavola del pittore venezuelano Juan Lovera

Il terremoto del 26 marzo 1812, che devastò le città di Caracas, Barquisimeto, Mérida, El Tocuyo e San Felipe, distrusse il tempio dove si venerava la Divina Pastora, ma la statua rimase intatta, fatto che accrebbe la convinzione dei fedeli di Santa Rosa che la Vergine volesse rimanere a proteggerli.
Un altro fatto che rafforzò la fede dei devoti fu la terribile epidemia di colera del 1855, che decimò molte famiglie di Barquisimeto. La malattia non cedeva né alle medicine né alle preghiere e la popolazione, disperata, decise come ultimo rimedio di portare in processione per le strade di Barquisimeto la Divina Pastorella, per implorare la sua intercessione: a partire da quello stesso giorno, secondo la tradizione, sarebbe cessata l'epidemia.

## Museo arcivescovile della Divina Pastora
Accanto al tempio si trova il Museo arcivescovile della Divina Pastora, dove i visitatori possono vedere l'immagine originale che risale al 1735 e il suo abbigliamento. Più di 127 vestiti sono stati utilizzati per la statua, inoltre gioielli, corone, rosari, onorificenze concesse alla Vergine, quadri ed ex voto.